# The Globe (dziennik)
The Globe – tabloid publikowany w Ameryce Północnej. Założony został w 1954 w Montrealu, w Kanadzie, jako „Midnight” przez Joego Azariego i Johna Vadera. Krótko po tym stał się on czołowym konkurentem „National Enquirer” w latach 60. W 1978 zmienił nazwę na „Midnight Globe”, idąc w ślad za swoim wydawcą – Globe Communications. Wkrótce po tym zmieniono nazwę na „The Globe”. Gazeta, tak jak i większość jej rywali, jest obecnie w posiadaniu American Media Consumer Entertainment Inc, a przygotowywana jest przez American Media's w Boca Raton na Florydzie.
W 2003 „The Globe” zasłynął z kontrowersyjnego posunięcia, kiedy to opublikował na okładce nazwisko i zdjęcie kobiety oskarżającej Kobiego Bryanta o gwałt. Tradycyjnie media amerykańskie wstrzymują się od wyjawiania danych ofiar przestępstw seksualnych.